# ワイタケレ

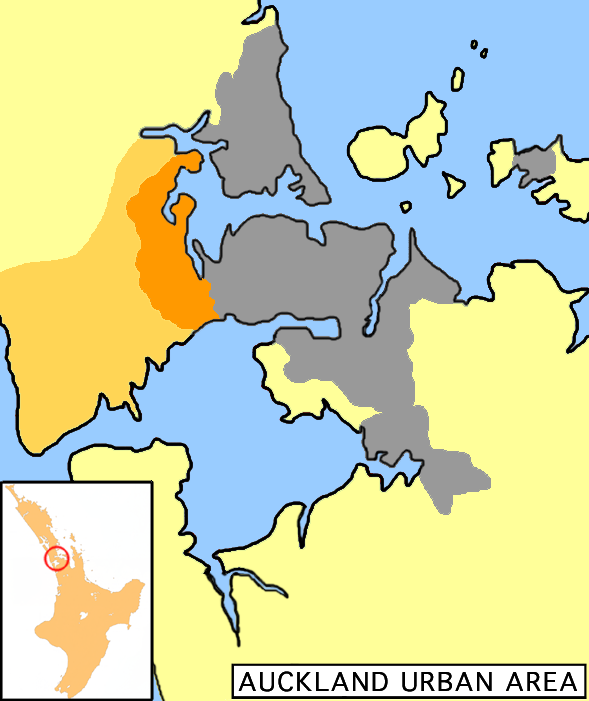
ワイタケレの位置

ワイタケレ（Waitakere）は、ニュージーランド北島にあった都市。人口は、208,100人（2010年6月）。ニュージーランドで5番目の人口を有する都市であった。2010年11月1日に、オークランド市がワイタケレ市ほか6地方自治体を合併し、新たなオークランド市となった。（“加古川市国際交流協会”. 2019年6月23日閲覧。）

## 概要
ニュージーランド最大の都市オークランドの西に位置する。
サッカークラブ「ワイタケレ・ユナイテッド」の本拠地。

## 姉妹都市
- ハンティントンビーチ（アメリカ合衆国）
- 加古川市（日本）
- 寧波市（中華人民共和国）
- ゴールウェイ（アイルランド）